# Kodeks 0219
Kodeks 0219 (Gregory-Aland no. 0219) – grecki kodeks uncjalny Nowego Testamentu na pergaminie, paleograficznie datowany na IV lub V wiek. Do naszych czasów zachowały się fragmenty dwóch kart kodeksu. Jest przechowywany w Wiedniu.

## Opis
Do dziś (2008) zachowały się fragmenty dwóch kart, z tekstem Listu do Rzymian (2,21-23; 3,8-9.23-25.27-30). Oryginalne karty kodeksu miały rozmiar 20 na 14 cm, zachowany fragment ma rozmiary 6,1 na 6,0 cm. Pergamin ma brunatny kolor.
Tekst pisany jest dwoma kolumnami na stronę, w 26 linijkach w kolumnie.

## Tekst
Fragment reprezentuje mieszaną tradycję tekstualną. Kurt Aland zaklasyfikował go do kategorii III, co oznacza, że jest ważny dla poznania historii tekstu Nowego Testamentu.

## Historia
Rękopis datowany jest przez INTF na IV lub V wiek. Karl Wessely, austriacki paleograf, przypuszczał, że fragment pochodzi z Fajum, Porterowie byli jednak zdania, że fragment jest nieznanego pochodzenia.
Na listę rękopisów Nowego Testamentu wciągnął go Kurt Aland w 1953 roku, oznaczając go przy pomocy siglum 0219.
Tekst fragmentu opublikował Peter Sanz w 1946, Kurt Treu w 1976 oraz Porterowie w 2008 roku. Fragment był badany ponadto przez paleografa Pasquale Orsiniego.
Rękopis przechowywany jest w Austriackiej Bibliotece Narodowej (Pap. G. 36113, 26083) w Wiedniu.